# Karl Ferdinand de Ron
Carl Ferdinand de Ron, född 24 april 1817 i Frankfurt am Main, Tyskland, död 3 april 1899 i Eksjö, kyrkobokförd i Stockholms finska församling, Stockholm, var en svensk masmästare, bergsingenjör och brukspatron. 
Han var son till grosshandlaren Carl Gustaf de Ron och friherrinnan Marianne von Imhoff. Han studerade vid universitetet i Heidelberg och genomgick sedan bergsskolan i Falun.
I början på 1840-talet kom de Ron till Åflohammars bruk i Åflo by, Offerdals socken i Jämtland, där han blev disponent på bruket. Han gifte sig i Offerdal med kyrkoherdedottern Karolina Johanna Edwall. År 1847 flyttade paret in i den nyuppförda herrgården på Åflohammar. de Ron lånade därefter pengar och uppförde ett nytt järnbruk i Offerdal, Rönnöfors.
Redan från början blev affärerna trassliga och en likviditetskris uppstod snart. de Rons hustru begärde boskillnad och år 1849 försattes brukspatronen och företaget i konkurs. de Ron flyttade då till Finland och deltog därefter i krig på Frankrikes sida. Eftersom de Ron hade flyttat innan konkursutredningen var klar så blev han efterlyst. År 1858 återvände han till Sverige och blev aktiv i nykterhetsrörelsen.